# Ballade pour Adeline
Ballade pour Adeline (Französisch für ‚Ballade für Adeline‘) ist ein Instrumentalmusikstück, das durch Richard Clayderman bekannt wurde. Es wurde 1976 von Paul de Senneville und Olivier Toussaint komponiert. Senneville widmete das Stück seiner gleichnamigen eben geborenen Tochter.

## Geschichte
Senneville und Toussaint, die in Paris die Plattenfirma Delphine betrieben, suchten 1976 einen Interpreten für das Stück. Nach einem Casting entschieden sie sich für den damals 23-jährigen Pianisten Richard Clayderman. Clayderman führte das Stück auf, und es wurde 1977 auf Tonträgern veröffentlicht. Das Klavierstück wurde am 24. November 1978 im ZDF als Filmmusik in der Folge Der Spieler der Krimiserie Der Alte ausgestrahlt, was ihm zu weiterer Popularität verhalf.
Das Stück wurde ein Millionenseller und begründete Claydermans weltweite Karriere. Es erreichte in Österreich und der Schweiz Platz eins der Charts und in Deutschland Platz 6. Ballade pour Adeline war auch Titelmelodie der philippinischen Sendung Lovingly Yours, Helen auf GMA Network (1983 bis 1996). Ebenfalls wurde das Stück als Einleitungsstück im Trailer und Filmmusik in dem Film Tschick verwendet. Eine neue Version des Stücks wurde 2007 veröffentlicht.

## Auszeichnungen für Musikverkäufe
| Land/Region        | Auszeichnungen für Musikverkäufe (Land/Region, Auszeichnung, Verkäufe) | Verkäufe |
| ------------------ | ---------------------------------------------------------------------- | -------- |
| Deutschland (BVMI) | Gold                                                                   | 250.000  |
| Österreich (IFPI)  | 4× Platin                                                              | 400.000  |
| Schweiz (IFPI)     | Gold                                                                   | 25.000   |
| Insgesamt          | 2× Gold · 4× Platin ·                                                  | 675.000  |